# Ка Кастелано (Римини)
Ка Кастелано је насеље у Италији у округу Римини, региону Емилија-Ромања.
Према процени из 2011. у насељу је живело 20 становника. Насеље се налази на надморској висини од 221 м.